# GEATS EXTRA
《GEATS EXTRA》（日語：ギーツエクストラ）是特摄片《假面騎士GEATS》衍生的外傳故事系列作品，東映粉絲俱樂部（TTFC）的名義系列商品之一。

## 假面騎士PUNKJACK

### 本作特色
- 本作為《GEATS EXTRA》的第一彈。
- 本作是以假面騎士PUNKJACK為主角。

### 各作品關聯性
- 本作的時間點位於《假面騎士GEATS》本篇16-35话之間。

### 故事概要
以再次於《假面騎士GEATS》本篇中登場的晴家韋恩為主角，以作為願望大賽的幕後工作人員時的故事。

### 用語
閃光
原文：
ID核心內部蘊含與參賽記憶一起的"某個東西"，其真實面目為參賽者祈願的心，同時祈願的心強烈與否也會影響騎士的強大。
在淘汰玩家並刪除願望大賽相關的記憶後，其參賽的記憶會和"閃光"一同被保存在ID核心裡，願望大賽會將淘汰者的願望和祈願的心利用作為改變世界的動力源。
本作警備隊的真島一樹一夥試圖私藏並收集淘汰者的核心ID並威脅當時的遊戲管理員吉洛里實現其願望。
《假面騎士GEATS》本篇46-47由引導「Bad End遊戲」的領導員-黑茲姆莉輪流接收了貝蘿芭與凱凱拉兩人的"閃光"來塑造屬於他們的世界。
警備隊
原文：
願望大賽營運方內部所屬的特殊部隊，專門處置違反賽規的參加者，真島一樹為該部隊的隊長。
每一位隊員僅配備一個願望驅動器來執行任務。
晴家韋恩曾一度以警備隊隊員的身份參與願望大賽的營運。
Weather Hearts
原文：
晴家韋恩所屬的搖滾樂團。
因為樂團沒人氣的關係而面臨解散危機。

### 登場人物

#### 本作登場人物
雨宮弘樹（あまみや ひろき）（二葉要飾）
假面騎士BUTCHI的變身者，Weather Hearts的成員。
為了實現樂團能火紅的世界而參加願望大賽，但因自己的小孩將要出生而害怕喪生，企圖逃離大賽而被警備隊追捕，最後在被韋恩從邪魔徒的襲擊中拯救後選擇棄權。
真島一樹（小野健斗飾）
警備隊隊長，其性格與本傳的五十鈴大智及墨田奏斗同樣自大、偏激及卑劣，會使用粗暴的手段剷除大賽違規者。
在任務中私藏淘汰者的ID核心，謀反並威脅吉洛里實現自己成為支配者的願望，在被韋恩擊敗後，最後被吉洛里洗腦成為手下。

### 本作登場假面騎士

#### 假面騎士PUNKJACK
變身者：晴家韋恩（替身演員：蔦宗正人、CV：崎山翼）
原文： / 
ID核心紋章為棕熊，變身後頭部會佩戴棕熊形面具，整體色調為南瓜色。
變身模式（躍升武裝系列）
| 型態名稱           | 簡介                                                                                  | 外觀                                                                     | 必殺技      |
| ------------------ | ------------------------------------------------------------------------------------- | ------------------------------------------------------------------------ | ----------- |
| 節拍形態 Beat Form | 使用節拍帶扣後變身的形態。 身高：207.6cm 體重： 拳擊力： 踢擊力： 跳躍力： 行動速度： | 眼部為品紅色。 上半身的裝甲為黑、銀、水藍、品紅色。 雙肩各有兩個擴音器。 | BEAT STRIKE |

#### 警備隊騎士
變身者：真島一樹 / 警備隊隊員（替身演員：清水林太郎、CV：小野健斗）
原文： / 
ID核心紋章為全黑無動物圖案，佩戴類似假面騎士GLARE裝甲控制裝置的官方簡易頭盔，整體色調為黑色，眼部為紅色，並無其他武裝，即簡易的登錄躍升形態，但變身人員均受過格鬥與武術訓練，比起一般願望大賽玩家變身的假面騎士更加熟練戰鬥。
以集團式戰鬥彌補戰力上的不足，後續被假面騎士GLARE洗腦成為手下GM騎士之一。

#### 假面騎士BUTCHI
變身者：雨宮弘樹（替身演員：塚越靖誠、CV：二葉要）
原文： / 
ID核心紋章為大麥町，變身後頭部會佩戴大麥町形面具，整體色調為黑色和白色。
個人配飾 (被動技能)：
頭部：犬耳
個人飾品：無
變身模式（基本武裝系列）
| 型態名稱                  | 簡介                                                                           | 外觀                                      | 必殺技        |
| ------------------------- | ------------------------------------------------------------------------------ | ----------------------------------------- | ------------- |
| 戰錘武裝形態 Armed Hammer | 使用戰錘帶扣後變身的形態。 身高： 體重： 拳擊力： 踢擊力： 跳躍力： 行動速度： | 眼部為黑色。 裝甲為銀色加上武器的粉紅色。 | HAMMER STRIKE |

### 樂曲
- 《Rollin' Rollin' Punk King》

演唱：Weather Hearts（崎山翼、二葉要、茶渡聖之、肥田大地）
作詞：瀧尾沙
作曲：tatsuo
- 《Trust・Last》

演唱：倖田來未×湘南乃風
作詞：藤林聖子
作曲、編曲：Hi-yunk（BACK-ON）

### 演員
- 晴家韋恩 - 崎山翼
- 雨宮弘樹 - 二葉要
- 克勞烏德 - 茶渡聖之
- 雪斗 - 肥田大地
- 尼拉姆 - 北村諒
- 茲姆莉 - 青島心
- 浮世英壽 - 簡秀吉
- 吾妻道長 - 杢代和人
- 吉洛里 - 忍成修吾
- 真島一樹 - 小野健斗
- 今井透 - 前川佑
- 薰 - 桝田幸希

### 聲音演出
- 營運旁白 - 鹽野潤二

## 假面騎士TYCOON meets 假面騎士SHINOBI

### 本作特色
- 本作為《GEATS EXTRA》的第二彈。
- 本作是以假面騎士TYCOON及《假面騎士忍》為主角[3]。
- 本作也是首次在劇中將一系列中以忍者類型的騎士作一次性的集結。[4]
- 飾演村雨良 / 假面騎士ZX的演員菅田俊繼《平成騎士對昭和騎士 假面騎士大戰 feat.超級戰隊》後，再次出演《假面騎士系列》作品。
- 本作邀請到曾在《Birth of CHIMERA》中飾演向井龍 / 假面騎士CHIMERA的演員橋本祥平出演反派角色天草四郎時貞。

### 各作品關聯性
本作的時間點位於《假面騎士忍》本篇第46-47之間和《假面騎士GEATS》本篇第31-32話之間。

### 故事概要
時間來到2023年4月——
2022年3月開始播映的『假面騎士SHINOBI』迎來（2023年4月）最終局面的第46話！
天草四郎時貞奪取了今生企業，並打算將全世界掌握於手上。
另一方面，因異世界之門而來到忍者世界的櫻井景和與沙羅姊弟倆人，對眼前都是忍者的景象感到困惑。跨越世界的忍者騎士們的齊聚，再次掀起全新的波盪?!

### 故事背景
忍者世界
即《假面騎士忍》中假面騎士忍/神藏蓮太郎等人所處的世界，闇之忍者集團·虹蛇的首領天草四郎時貞為了收集所有的忍者騎士之力，而將位於其他異世界的忍者騎士召喚到了該世界中，而位於《假面騎士GEATS》世界中的假面騎士TYCOON/櫻井景和與櫻井沙羅姊弟倆人也一同被帶到了該世界中。
今生企業
原文：
為今生勇道所成立的企業公司，而天草四郎時貞憑藉自己的計謀，成功掌握了目前該公司的營運狀態。

### 用語
聖忍術
為傳說中的忍術，在神藏蓮太郎及櫻井景和兩人的合作下一度施展成功，該忍術也能用來封印「暗黑忍術」。

### 登場人物
神藏蓮太郎（多和田任益飾）
假面騎士Shinobi的變身者。
今生勇道（財木琢磨飾）
Hattari 闇的變身者，神藏蓮太郎的好友，原今生企業的富二代。
神藏紅芭（華村飛鳥飾）
神藏蓮太郎的妹妹，同時也是闇之忍者集團·虹蛇的公主。
蒲之師傅（姜暢雄聲）
神藏蓮太郎的師傅，以卷軸上的蟾蜍圖畫登場，指引景和前往身心荒廢的蓮太郎身邊化解心結。
櫻井景和（佐藤瑠雅飾）
假面騎士TYCOON的變身者。
因異世界之門而來到忍者世界的假面騎士之一，與櫻井沙羅兩人一同來到了忍者世界。
櫻井沙羅（志田音音飾）
櫻井景和的姐姐，因異世界之門和與櫻井景和兩人一同來到了忍者世界，被當成異世界的假面騎士而被綁走。
村雨良（菅田俊飾）
假面騎士ZX的變身者。
因異世界之門而來到忍者世界的假面騎士之一，真身為99％是機器的半生化人，前來營救景和與蓮太郎兩人

#### 本作登場人物
天草四郎時貞（橋本祥平飾）
傑羅尼莫的變身者，闇之忍者集團·虹蛇的首領，密謀接管了今生企業並企圖征服世界。
收集了所有的忍者騎士之力，目的是獲得存在於異世界的擁有忍者力量的騎士，是“暗黑忍術”的使用者。

### 本作登場假面騎士

#### 假面騎士TYCOON
變身者：櫻井景和（替身演員：、CV：佐藤瑠雅）
原文： / 
ID核心紋章為狸貓，變身後頭部會佩戴黃綠色狸貓形面具，整體色調為黃綠色。
變身模式（傳說騎士系列）
| 型態名稱            | 簡介                                                                           | 外觀 | 必殺技 |
| ------------------- | ------------------------------------------------------------------------------ | --- | ------ |
| 忍形態 Shinobi Form | 使用忍帶扣後變身的形態。 身高：cm 體重： 拳擊力： 踢擊力： 跳躍力： 行動速度： | 眼部為黃色。 上半身的忍裝甲以紫色和銀色為主。 胸甲上有手裡劍圖案，雙肩上有相關徽章。 額頭和脖子上都加上了手裡劍標記和圍巾，就像假面騎士Shinobi一樣。 Shinobi STRIKE 使用分身之術對敵方展開連續快攻的極速戰術與右腿被紫色之風包裹與Shinobi聯合踢出的蘊含烈風之力的強烈踢擊。 |        |

### 本作登場怪人
- 傑羅尼莫

原文： / JERONIMO
CV：橋本祥平
身高：不明
體重：不明
特色 / 能力：暗黑忍術 / 劍技
變身者：天草四郎時貞
天草四郎時貞所變身成的怪人型態，手持一把巨大的日本刀。
除了能使用強力的暗黑忍術，還會利用刀施展必殺技斬倒敵人。
- HATTARI 闇

原文： / Hattari Yami
CV：財木琢磨
身高：不明
體重：不明
特色 / 能力：忍術 / 劍技
變身者：今生勇道
今生勇道使用金葫蘆變身的姿態，外形為假面騎士Hattari的異化版。
除了能使用忍術，也能使用刀和棒狀武器攻擊。

### 躍升帶扣（Raise Buckle）
躍升武裝系列 
| 日文名稱       | 中文名稱 | 英文名稱 | 功能/效果                                       | 備註                                                                                      |
| -------------- | -------- | -------- | ----------------------------------------------- | ----------------------------------------------------------------------------------------- |
| シノビバックル | 忍帶扣   | Shinobi  | 提供假面騎士SHINOBI的忍術能力和召喚武器忍者苦無 | 在與手裏劍鑰匙產生共鳴後變化而成 外形與本篇的忍者帶扣相似，差別在於外觀顏色由綠色改為紫色 |

### 樂曲
- 《IZANAGI》

演唱：櫻men feat. 多和田任益（主題曲） / 多和田任益&佐藤瑠雅（插曲）
作詞：森田孝太/ 櫻咲夜
作曲 / 編曲：石倉譽之
- 《ドラゴン・ロード》（龍之路）

演唱：串田晃
作詞：石之森章太郎
作曲：菊池俊輔
編曲：吉村浩二
- 《I Peace》

演唱：佐藤瑠雅
作詞：渡部紫緒
作曲：鳴瀬シュウヘイ

### 演員
- 櫻井景和 - 佐藤瑠雅
- 櫻井沙羅 - 志田音音
- 神藏蓮太郎 - 多和田任益
- 神藏紅芭 - 華村飛鳥
- 今生勇道 - 財木琢磨
- 村雨良 - 菅田俊
- 天草四郎時貞 - 橋本祥平
- 鈴木福[注 10]

### 聲音演出
- 蒲之師匠 - 姜暢雄
- 假面騎士劍斬 - 富樫慧士
- 預告旁白 - 初村健矢

## 假面騎士GAZER

### 本作特色
- 本作為《GEATS EXTRA》的第三彈。
- 本作以慾望大賽的製作人假面騎士GAZER / 尼拉姆作為主角，講述尼拉姆剛上任慾望大賽製作人時所發生的故事，為《假面騎士GEATS》本篇及完結篇《假面騎士GEATS Jyamato·Awaking》的前傳。[5]
- 本作繼《假面騎士W RETURNS 假面騎士Eternal》、《假面騎士Snipe Episode ZERO》及《REVICE Legacy 假面騎士VAIL》後，為第四部TV本篇的前傳衍生作品。
- 本作邀請到曾在《特命戰隊Go Busters》中擔任反派角色ENTER / ENTER Unite / Dark Buster的演員陳內將於本作客串演出。[6]

### 故事概要
上任DGP製作人的尼拉姆，為了最初的工作，而來到日本的戰國時代。
從在那擔任引導員的米伊露，得知這個時代的“真實”，並細細品味如此貴重的體驗。
另一方面，從DGP草創以來的資深製作人・尼梅魯其行跡相當可疑...。
真實與虛構――真正的娛樂到底需要什麼？

### 故事背景
戰國時代
原文：
本作的故事舞台，而願望大賽的製作人-尼拉姆以該時代來做為最初“願望大賽”的舞台。

### 登場人物
尼拉姆（北村諒飾）
假面騎士GAZER的變身者，願望大賽的前任遊戲製作人。
於本篇第38話死後而在未來重新設計，在記憶重新設計完成後與吉恩一同遭受神邪魔徒攻擊。
茲姆莉（青島心飾）
願望大賽中對參賽者說明規則和大賽進度的引導員，在米伊露被城堡邪魔徒吞噬後由創造女神創造出來。
莎瑪絲（安田聖愛飾）
尼拉姆的部下，初期到本篇中，和尼拉姆一起監控比賽的進展。
阿基梅德（春海四方飾）
種植邪魔徒的神祕老人，為願望大獎賽工作， 在尼梅魯的命令下是負責強化與訓練邪魔徒。
吉恩（鈴木福飾)
假面騎士ZIIN的變身者。
觀看願望大賽的觀眾之一。
在尼拉姆的記憶重新設計完成後被神邪魔徒攻擊而消滅。
斯維爾（松岡禎丞聲）
願望大賽的創始人，站在營運頂點的男人。
於本作中因尼梅魯私自改造邪魔徒而將其解雇，並下令其回去未來。

### 本作登場人物
尼梅魯（陳內將飾）
假面騎士GAZER ZERO的變身者，願望大賽創立以來一直活躍的製作人。
於本作中私自改進與強化邪魔徒，但未經上層創始人斯維爾的允許而被解雇進而心生不滿，於是企圖讓城堡邪魔徒吞噬米伊露，製造邪魔徒的破壞神破壞一切，最後被尼拉姆和吉恩擊敗。
- 該角色名字是以轉換成片假名，有著「凝視」的意思[7]。

米伊露（白石優愛飾）
願望大賽的引導員之一，茲姆莉的前任引導員。
於本作中負責戰國時代的願望大賽，將願望驅動器和ID核心（參賽資格）交給參賽者。
在尼梅魯襲擊參賽者後被其抓住，最後被城堡邪魔徒吞噬。

### 本作登場假面騎士

#### 假面騎士GAZER
變身者：尼梅魯（替身演員：繩田雄哉、CV：陳內將 ）
原文： / 
變身模式
| 型態名稱   | 簡介 | 外觀                                                                                                  | 必殺技                                                                                                |
| ---------- | --- | --- | --- |
| GAZER ZERO | 製作人尼梅魯藉由億萬驅動器搭配天狼星之卡後變身的形態。 配色致敬假面騎士1號。 身高：217.0cm 體重：96.4kg 拳擊力：44.4t 踢擊力：90.0t 跳躍力：112.8m 行動速度：1.9秒（100m） | 眼部為黑色和紅色花紋，鑲嵌著碧青色的寶石。 全身的裝甲以黑色、碧綠色和紅色為主，頸上圍著一條紅色圍巾。 | CYCLONE 按動左側插槽的按鈕賜予類似假面騎士2號的超怪力，並用強力迴旋踢對敵人造成巨大傷害。             |
| GAZER ZERO | 製作人尼梅魯藉由億萬驅動器搭配天狼星之卡後變身的形態。 配色致敬假面騎士1號。 身高：217.0cm 體重：96.4kg 拳擊力：44.4t 踢擊力：90.0t 跳躍力：112.8m 行動速度：1.9秒（100m） | 眼部為黑色和紅色花紋，鑲嵌著碧青色的寶石。 全身的裝甲以黑色、碧綠色和紅色為主，頸上圍著一條紅色圍巾。 | BURST 刷動感應，揍出釋放究級力量的拳擊 或釋放全身的五個戰鬥支援無人機並發射雷射光束對對方進行轟炸打擊 |
| GAZER ZERO | 製作人尼梅魯藉由億萬驅動器搭配天狼星之卡後變身的形態。 配色致敬假面騎士1號。 身高：217.0cm 體重：96.4kg 拳擊力：44.4t 踢擊力：90.0t 跳躍力：112.8m 行動速度：1.9秒（100m） | 眼部為黑色和紅色花紋，鑲嵌著碧青色的寶石。 全身的裝甲以黑色、碧綠色和紅色為主，頸上圍著一條紅色圍巾。 | MAXIMUM 刷動兩次感應刷動感應，在右腿被綠色光環包圍的狀態下，發出儲蓄著強力能量 所踢出的騎士踢。       |

### 樂曲
- 《Non-fiction》

演唱：北村諒
作詞：藤林聖子
作曲：鳴瀨周平

### 演員
- 尼拉姆 - 北村諒
- 米伊露 - 白石優愛
- 茲姆莉 - 青島心
- 莎瑪絲 - 安田聖愛
- 尼梅魯 - 陳內將
- 阿基梅德 - 春海四方
- 吉恩 - 鈴木福
- 浮世英壽[注 15]- 簡秀吉
- 劍豪 - 竹內康博
- 大名 - 村岡弘之

### 聲音演出
- 營運旁白 - 鹽野潤二
- 斯維爾 - 松岡禎丞

## 製作人員
- 原作 - 石之森章太郎
- 劇本 - 高橋悠也、金子香緒里
- 導演 - 坂本浩一